# HD 121146
HD 121146，又名BD+69 724，SAO 16197、HR 5227，是一颗恒星，视星等为6.4，位于銀經114.79，銀緯47.86，其B1900.0坐标为赤經13h 48m 31.8s，赤緯+68° 47.86′ 39″。